# Gévaudan

Die Grenzen des heutigen Départements Lozère (rot) entsprechen weitgehend denen des Gévaudan.

Wappen des Gévaudan

Das Gévaudan (okzitanisch Gavaudan oder Gevaudan) bezeichnet bei seiner ersten Erwähnung eine Region Galliens, die im Wesentlichen im heutigen Département Lozère lag. Sie war vom zu den Arvernern gehörenden Stamm der Gabali besiedelt. Deren Hauptstadt war Anderitum, das heutige Javols.

## Geografie
Das waldreiche und dünn besiedelte Gévaudan gehörte zur historischen Provinz Languedoc. Es grenzte im Nordwesten an die Auvergne und im Osten an das Vivarais. Die historische Hauptstadt war Javols, seit dem 10. Jahrhundert dann das ca. 25 km südöstlich gelegene Mimate, das heutige Mende. 
Der Oberlauf des Flusses Tarn bildet seine südliche Grenze. Das Klima hat eher Mittelgebirgscharakter und wird nur selten vom Mittelmeer beeinflusst. Höchster Berg ist der zum Massif des Margeride gehörende Signal de Randon (1551 m).

## Sprache
Im Gevaudan wird ein regionaler Dialekt des Okzitanischen gesprochen. Im Mittelalter gab es unter anderem drei weibliche Troubadorinnen (trobairitz), die aus dem Gévaudan stammten: Almucs de Castelnau, Iseut de Capio und Azalaïs d’Altier. Aus der Neuzeit sind folgende Autoren zu nennen: Félix Remize (1865–1941, genannt Lo Grelhet), Joseph Valette und Émile Tichet.

## Geschichte

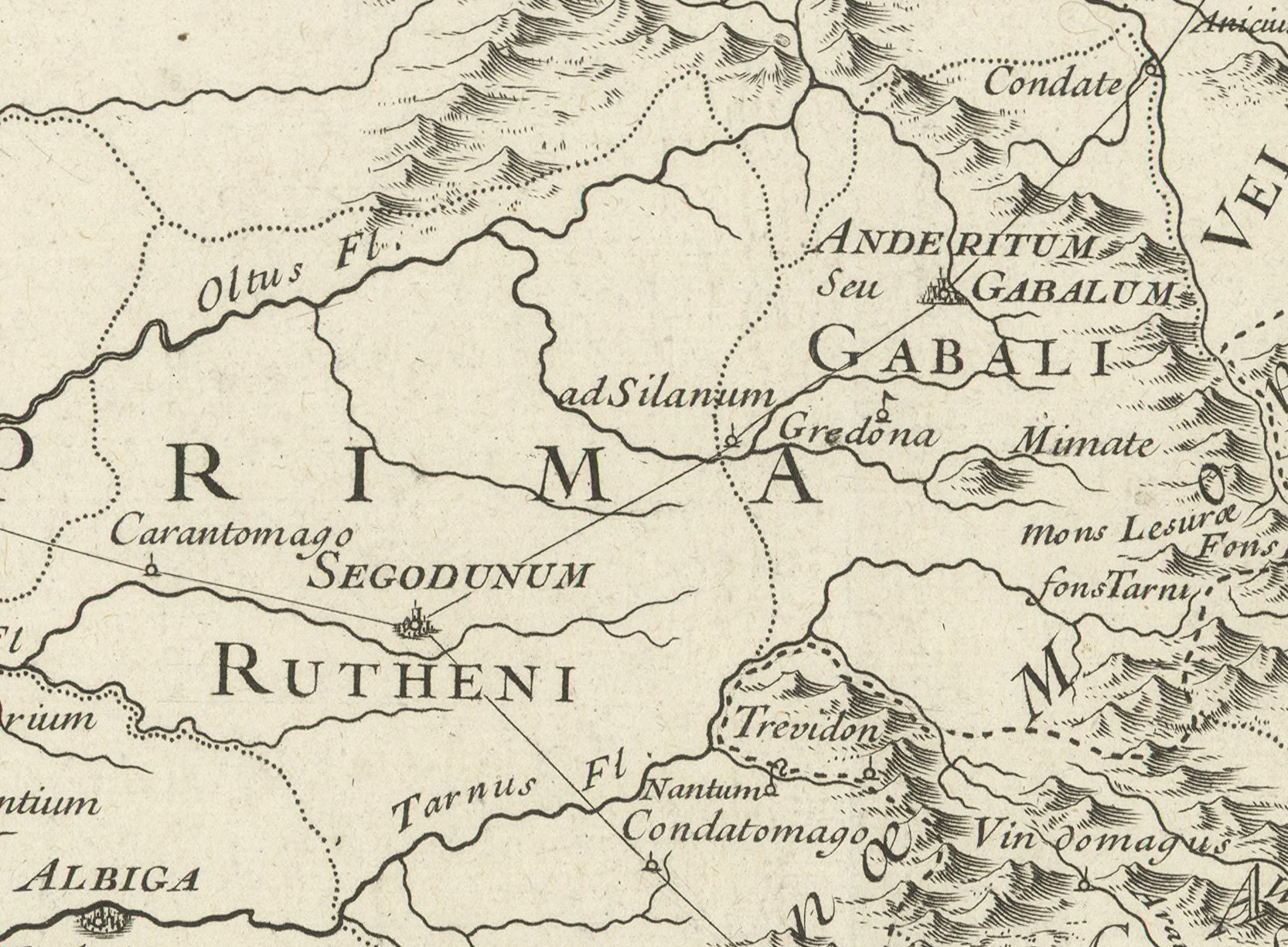
Diese um 1700 entstandene Karte des Gévaudan enthält geografische Namen aus gallorömischer Zeit.

Provinz Languedoc im 18. Jh. – das Gévaudan (im Nordwesten) ist durch eine gepunktete Grenzlinie markiert. Farbig unterschieden und mit Großbuchstaben beschriftet sind die heutigen Départements

Bereits in der Jungsteinzeit könnte die Gegend besiedelt gewesen sein. Dies legen die zahlreichen beim Ort Les Bondons (Cham de Bondon), etwa 20 km südlich von Mende, stehenden Menhire und Dolmen nahe.
Die Gabali unterstützten Vercingetorix in den Kämpfen gegen Julius Caesar. Sie wurden nach der Niederlage der Provinz Gallia Narbonensis zugeordnet und von Nemausus (Nîmes) aus regiert, konnten dabei aber eine gewisse Unabhängigkeit bewahren. Die Römer benannten die Region Anderitum in Gabalum um, woraus später Javols wurde. Daraus entstand für das umgebende Gebiet im Mittelalter die Bezeichnung Pagus Gabalum.
Nach dem Tod des Herzog Wilhelms I. von Aquitanien im Jahr 918 stritten sich drei Familien um die Nachfolge: die Grafen von Auvergne, Toulouse und Poitiers. Die Vertreter des Herzogs, die Vizegrafen des südwestlichen Frankreich, erwarben durch diese Situation eine relative Unabhängigkeit, die es ihnen ermöglichte, ihr Amt erblich zu machen und sich den Titel eines Grafen anzueignen.
Die Grafschaft Gévaudan, die so um 960 entstand, fiel im Jahr 1033 an den Grafen Hugo von Rouergue aus dem Haus Toulouse. Nach dem Tod Hugos (1053) musste sich seine Tochter Bertha mit dem Grafen Wilhelm IV. von Toulouse und dessen Bruder Raimund von Saint-Gilles um ihr Erbe streiten. Als Bertha im Jahr 1065 starb, wandten sich die Brüder gegeneinander und einigten sich erst nach 15 Jahren Kampf darauf, dass Wilhelm Toulouse und Raimund die Markgrafschaft Gothia bestehend aus der Rouergue, dem Gévaudan und dem Herzogtum Narbonne bekommen sollte. Ab dem Jahr 1085 war Raimund Graf von Gévaudan, drei Jahre später erbte er die Grafschaft Toulouse.
Die Situation führte erneut zum Erstarken einer Reihe von Vizegrafschaften. Ende des 11. Jahrhunderts trat mit dem Vizegrafen Gilbert von Millau ein neuer Graf von Gévaudan auf, nachdem es ihm gelungen war, drei Vizegrafschaften und damit das gesamte Gévaudan in seine Hand bringen. Durch Heirat wurde das Gévaudan an die Grafen von Barcelona vererbt, die zu Königen von Aragón wurden. Durch den Vertrag von Corbeil kam das Gévaudan dann an Frankreich (1258) und wurde in die Krondomäne (Domaine royal) eingegliedert.
Ludwig VII. übergab dem Bischof von Mende durch die Bulle royale du Gévaudan die Macht in der Region. Das Gévaudan wurde in acht Baronien aufgeteilt, deren Herren sich dann im permanenten Aufstand gegen den Bischof von Mende befanden. Im Jahr 1307 schlossen der König und der Bischof einen Vertrag (Traité de Pariage), mit dem sie sich die Einkünfte des Landes teilten. Der Bischof erhielt den Titel eines Grafen von Gévaudan, das Münzrecht und die niedere Justiz. 
In den Hugenottenkriegen (1562–1598) und danach erlitt das Gévaudan erhebliche Zerstörungen durch reguläre oder freischärlerische Truppen von beiden Seiten. Nominell gehörte das Gévaudan zur Provinz Languedoc, hatte aber bis zum Ausbruch der Französischen Revolution im Jahr 1789 seine eigenen Generalstände (états généraux).
Als im Jahr 1790 in Frankreich die Départements geschaffen wurden, wurde das Gévaudan dem Département Lozère zugeordnet. Eine Ausnahme blieb der ehemalige Wahlkreis (Kanton) Saugues, der zum Département Haute-Loire gehört.